# متحف نالوت للديناصورات
يقع متحف الديناصورات بمدينة نالوت الأمازيغية بجبل نفوسة، وقد تم افتتاحه عام 2007 كأول متحف من نوعه في ليبيا. يضم المتحف مجموعة من عينات بقايا عظام ديناصورات مختلفة الأنواع و الأحجام بالإضافة الى بقايا التماسيح وأسماك القرش والسلاحف وغيرها التي تم اكتشافها بالمدينة. 
والجدير بالذكر أنه المتحف الأول من نوعه المختص بالديناصورات في ليبيا.
يرجع اكتشاف عظام الديناصور بنالوت إلى عام 1998 أثناء عملية الحفر بالمحجر الرملي شمال شرق المدينة عند سفح الجبل، حيث اكتشف الأخوين عاشور ومسعود المشائخ بمكان عملهم بالمحجر بوادي المرداوات بقايا متحجرات ذات أحجام وأنواع مختلفة، ومن خلال الزيارات الميدانية الاستكشافية تبين أن هذه البقايا عبارة عن عظام متحجرة لبقايا ديناصورات من أكبر و أضخم الحيوانات، و بالتعاون مع الجهات ذات الاختصاص المحلية و العالمية تبين أن النوعية المكتشفة من العظام هي لديناصورات متوحشة أكلة لحوم.